# راكفيره تارفاس
راكفيره تارفاس (بالإستونية: BC Rakvere Tarvas)‏ هو فريق كرة سلة إستوني للمحترفين تأسس في سنة 2006. يلعب في الدوري الإستوني الممتاز لكرة السلة ودوري البلطيق لكرة السلة.

## الإنجازات
الدوري الإستوني الممتاز لكرة السلة
- الوصافة (1): 2009–10

كأس إستونيا لكرة السلة
- الفوز (1): 2012
- الوصافة (2): 2010، 2014

## وصلات خارجية
- الموقع الرسمي